# Самал (Акжаикский район)
Самал (каз. Самал, до 1994 г. — Барановка) — село в Акжаикском районе Западно-Казахстанской области Казахстана. Входит в состав Бударинского сельского округа. Код КАТО — 273247200.

## Население
В 1999 году население села составляло 378 человек (202 мужчины и 176 женщин). По данным переписи 2009 года, в селе проживало 319 человек (172 мужчины и 147 женщин).

## История
Посёлок Барановский входил во 2-й Лбищенский военный отдел Уральского казачьего войска.